# アルガー・フリン・大山田反応
アルガー・フリン・小山田反応（アルガー・フリン・おやまだはんのう、英語: Algar–Flynn–Oyamada reaction）は、酸化的環化によってカルコンからフラボノールを形成する化学反応である。

## 反応機構
この反応の説明のためいくつかの反応機構が提唱されているが、それらはまだ解明されていない。始めにジヒドロフラボノールが形成し、続く酸化でフラボノールが形成する2段階の反応機構が知られている。
中間体にエポキシドを持つ反応機構は、過酸化水素による二重結合の酸化を経るPrileschajew反応が必要であるため除外される。このことにより、Gormleyらはエポキシドを経由しない反応機構を提唱している。
推定される反応機構には次の2種がある。
- 基質のフェノラートによる求核攻撃を受けた二重結合が過酸化水素を直接攻撃する機構
- フェノラートの求核攻撃によってエノラートが形成し、これが過酸化水素に直接攻撃する機構